# Comuna Hlibodarivka, Ceaplînka
Hlibodarivka (în ucraineană Хлібодарівка) este o comună în raionul Ceaplînka, regiunea Herson, Ucraina, formată din satele Hlibodarivka (reședința) și Vesele Druhe.

## Demografie
Componența lingvistică a comunei Hlibodarivka
     Ucraineană (87,93%)
     Rusă (8,35%)
     Tătară crimeeană (1,27%)
     Alte limbi (0,08%)
Conform recensământului din 2001, majoritatea populației comunei Hlibodarivka era vorbitoare de ucraineană (87,93%), existând în minoritate și vorbitori de rusă (8,35%), armeană (1,69%) și tătară crimeeană (1,27%).